# Max-Herbert Krumme
Max-Herbert Krumme (* 10. Juli 1958 in Brunsbüttelkoog) ist ein deutscher Musiker, Komponist, Produzent und Musikverleger.

## Leben
Max-Herbert Krumme nahm seit seinem 10. Lebensjahr Klavierunterricht und erlernte ab 1971 das Schlagzeugspielen als Autodidakt. Seit 1976 war er Schüler am Konservatorium Hamburg, wo er professionellen Unterricht nahm. Ab 1974 war er als Schlagzeuger in diversen Coverbands tätig (u. a. Broadway, Top Union). Außerdem war er unter anderem seit 1976 als Studioschlagzeuger für Produktionen in den „Mille Studios“ und „Studio Maschen“ tätig. 1981 nahm er an der NDW-Produktion Die Chefs für Gruner + Jahr teil und tourte 1981/1982 mit dieser Gruppe durch Deutschland.
1982 folgte dann die Video Produktion im Studio Hamburg mit Warning (Elektropop-Band) für die ARD-Produktion Tatort mit dem Titelsong: „Why can the bodies fly“. 1987 gründete Max-Herbert Krumme die Top 40 Classic Band JUST FOR FUN, mit der er bis heute erfolgreich ist. 2001 folgte die Gründung des eigenen Musikverlages: FJL Musikverlages mit Sitz in Holm, Kreis Pinneberg.
2011 wurde der Song „Sweet home Alabama“ in einer Coverversion von der JFF-HitBand als CD-Single ein Radiohit. 2012 gründete er die Pop-Band „KurzVorDerRente“, deren erstes Album mit dem Titel „Ihre größten Erfolge“ am 16. August 2013 veröffentlicht wurde (Telamo). Sofort nach Erscheinen wurde die gleichnamige Single ein Nr. 1 Hit in den Radiocharts.
Die produzierten Videos der Titel „Bauer Klaus“ und „Kurz vor der Rente“ wurden in allen Fernsehformaten ausgestrahlt (z. B. Das große Wunschkonzert etc.).
Seit 2000 ist Max-Herbert Krumme mit diversen Kompositionen und Veröffentlichungen unter anderem für Wolfgang Petry, Die Lollies, Mona und die falschen 50er, Phonojunkies, Saharaprinzessin Sarah die 13 erfolgreich. Max-Herbert Krumme wurde mit den Gold-Awards von der International Federation of the Phonographic Industry für Deutschland, Österreich und die Schweiz ausgezeichnet.